# Dendrobium trigonopus
Dendrobium trigonopus är en orkidéart som beskrevs av Heinrich Gustav Reichenbach. Dendrobium trigonopus ingår i släktet Dendrobium, och familjen orkidéer. Inga underarter finns listade i Catalogue of Life.